# Меч (сериал)
Меч (на руски: Меч) е руски телевизионен сериал от 2009 година. Първи сезон започва излъчване на 16 ноември 2009 и завършва на 15 февруари 2010 г., а премиерата на сезон втори е на 15 юни 2015 година.

## Сюжет

### Първи сезон
Максим Калинин работи като оперативен сътрудник в УБОП, бивш командир на разузнавателен отряд провеждал мисии в Чечения. Докато работи в милицията Макс задържа опасен престъпник, който е отвлякъл малко дете и оказва въоръжена съпротива по време на ареста. Задържаният „е племенник на много добър човек“ и съдът решава да му даде присъда от една година изпитателен срок и е освободен. За Максим това е неприемливо и е уволнен дисциплинарно, защото отказва да вземе пари, за да си мълчи по този случай. Калинин решава да вземе правосъдието в своите ръце. Една вечер причаква престъпника, който беше пуснат на свобода и го убива с нож. След това Калинин е решен да създаде наказателна група, която да се бори ефективно с престъпността по безмилостен начин без формален процес. Максим отива до град Красноярск, за да се срещне със снайпериста Константин Орлов, който е служил в отряда му, за да му предложи да участва в тази наказателна група. Заедно те се връщат в Москва и предприемат първите стъпки в новото дело. В началото те разполагат само с малък брой оръжие и пари, а техните задачи включват доста пари за осъществяването на мисиите им. В първата операция, те успяват да осуетят контрабанда на наркотици и взимат както стоката, така и парите за нея. С тях те ще закупят оръжие, а наркотиците ще използват, за да се доближат до престъпния свят. Максим и Константин успяват да привлекат още хора за своята кауза, подобни на тях по дух: Антон Карев – дознател, осъден за убийството на изнасилвач, Никола Савкин – ФСБ офицер уволнен заради мозъчно сътресение, Елена Журова – хирург, съпругът и е работил в милицията и е бил убит от бандити по време на акция, Олга Степенко – държавен обвинител, Дмитрий Чижов – настоящ милиционер. По този начин, Максим създава мощна наказателна организация, която внася страх в престъпния свят и в органите, а гражданите са на тяхна страна.

### Втори сезон
На 12 август 2014 г. са започнати снимките на втори сезон, които са завършени на 26 декември същата година. Премиерата на сезона е на 15 юни 2015 година по канал НТВ и се състои от 20 епизода.

## В ролите
- Едуард Флеров – Максим Владимирович Калинин – Кеп (бивш военен, служил във ВДВ, бивш оперативен служител в УБОП)–ранен от Алфа (ФСБ)
- Роман Курцин – Константин Александрович Орлов – Костян (бивш военен, служил във ВДВ – старши сержант, снайперист)–ранен от Алфа (ФСБ)
- Тимур Ефременков – Антон Владимирович Карев (бивш следовател в милицията, лежал в затвора за убийство на насилник)–убит от Алфа (ФСБ)
- Александър Баринов – Николай Павлович Савкин – Коля (бивш служител на ФСБ-Федерална служба за безопасност)–убит от Алфа (ФСБ)
- Даря Поверенова – Елена Журова – Лена (хирург, съпругът и е бил оперативник, убит от престъпници)
- Виктория Фишер – Олга Димитриевна Степненко – Оля (градски прокурор несъгласна с корупцията в съдебната система)
- Владислав Павлов – Димитрий Викторович Чижов – Чиж (действащ милиционер)–ранен Альфой (ФСБ)
- Нина Гогаева – Татяна Демина (милиционерски капитан, член на оперативната група от УБОП, която разследва „Меч“. Любовница на Максим
- Александър Фисенко – Виктор Андреевич Егоров (майор от милицията, оглавява оперативната група разследваща „Меч“)
- Шухрат Иргашев – Генадий Тимурович Муратов (полковник в милицията, а след това и генерал в полицията)–убит от МЕЧ

## Интересни факти
- Премиерата на поредицата се провежда на 16 ноември 2009 г. в Украйна и в Русия на 15 февруари 2010 г. по REN-TV. Сериалът придобива огромна популярност в цялата страна.
- През 2011 г. авторите на поредицата „Меч“ заснемат телевизионен сериал „Пятницки“, в която основна роля е организацията „Екзекуторът“.